# Rhodnie Désir
Rhodnie Désir est une chorégraphe et interprète soliste montréalaise. Elle est la directrice artistique de la compagnie RD Créations, basée à Montréal.

## Biographie

### Jeunesse
Rhodnie Désir commence sa formation de danse classique à l'école Carol Benhan lorsqu'âgée de trois ans. Elle fréquente ensuite l'école secondaire Pierre-Laporte où elle intègre le programme intensif. Elle poursuit sa formation classique au Conservatoire de danse de Montréal, au cours de laquelle elle développe ses intérêts pour l'injustice sociale et l'héritage afro-descendant.
Rhodnie Désir a obtenu un diplôme en communications et en marketing de l’Université de Montréal et de HEC Montréal tout en poursuivant sa formation de danseuse (danse classique, hip-hop, danse moderne, danses africaines centrales et subsahariennes afrocontemporaines), ainsi qu'un entraînement en percussions de 2008 à 2015.

### Carrière
Après l'école, elle a brièvement travaillé pour le service des communications de Spectra et des Grands Ballets canadiens de Montréal avant de fonder et diriger l'organisme DÊZAM de 2008 à 2018 qui au cours de cette période organise plus de 2500 ateliers d'animations artistiques à la jeunesse, spectacles multidisciplinaires pour le grand public ainsi que des conférences sur l'art de parler en public.
C'est aussi au cours de cette période qu'elle a développé sa démarche artistique de chorégraphie-documentaire avec une signature afro-contemporaine afin de l'appliquer à la création de spectacles multidisciplinaires, un répertoire comptant maintenant une vingtaine d'œuvres.
En 2009, elle crée son premier spectacle multidisciplinaire "Ví". Le spectacle intègre la photographie, la danse, l’illustration, le théâtre, le chant, la musique, la percussion et le cinéma dans le même espace.
En 2011, elle crée "É'TA", inspiré de l’affirmation des femmes de son passé.
En 2012, elle crée "VÍ [REC]", une suite à son premier spectacle qui propose une mise à nu et un croisement entre la vie actuelle et les vies antérieures.
En 2013, elle crée "AYEWA" qui se penche sur les gestes et les émotions dans une quête de repères, à travers la danse et le chant.
Ensuite, elle crée "BOW’T" qui aborde le propos et l’impact psychique associé à la migration et à la déportation. Cette pièce lui a permis de prendre part au Festival international de danse de Ouagadougou, à titre d'artiste d’Amérique du Nord en 2014.
En 2017, Rhodnie Désir fonde la compagnie de danse RD Créations.
En 2021, elle réalise sa première exposition "CONVERSATIONS" au Musée d'Art John-et-Mable-Ringling de Sarasota (Floride). L’installation évoque un espace multidisciplinaire fait de corps, vidéo, son, lumière développé en co-création avec les artistes Paul Chambers, Engone Endong, Manuel Chantre et la commissaire Cecilia Bracmort.

#### Le parcours du BOW'T TRAIL
Le succès de BOW'T lui permet de développer BOW’T TRAILde 2013 à 2021, une collaboration chorégraphique-documentaire internationale visant la reconnaissance des cultures africaines et afrodescendantes sur sept territoires des Amériques. Ce parcours compte aujourd’hui neuf œuvres.
En 2020, une web-série retraçant l’ensemble du parcours du BOW’T TRAIL accompagné d'un film documentaire "Sur les pas de Rhodnie" lancent la plateforme web-documentaire BOW'T TRAIL sur ICI ARTV. Cette plateforme contient le parcours de la chorégraphe sur cinq territoires des Amériques, du documentaire à la création chorégraphique.
À l’automne 2021 elle développe le projet jeunesse "BOW’T TRAIL Jeunes Leaders" avec une école secondaire de Sarasota en Floride.
En mars 2022, "BOW’T TRAIL Rétrospek" démarre sa première tournée canadienne.

## Principales chorégraphies
- 2009 : Ví[7]
- 2011 : É'TA[7]
- 2012 : VÍ [REC][7]
- 2013 : AYEWA[7]
- 2015 : D2US’T[7]

- 2016 : LOVE ME TENDER[16]

- 2016 : CARTE BLANCHE À BÉO[16]
- 2017 : DUSK SOCIETY
- 2021 : Z’maye[7]
- 2021 : HUMA'E[7]
- 2022 : TÈ BIC[17]

- 2022 : MWON'D[18]

### BOW'T TRAIL
- 2013 : BOW’T[9]

- 2015-2016 : BOW'T-MATNIK[19]

- 2016 : BOW'T-BRASIL[20]

- 2016 : BOW'T-AYITI[21]

- 2018 : BOW'T-HALIFAX[22]

- 2018 : BOW'T-MEXICO[23]

- 2019 : BOW'T-NEW ORLEANS[24]

- 2020 : BOW’T TRAIL RÉTROSPEK[25]

- 2021 : BOW’T-Tio’tia:ke[26]

- 2021 : BOW’T TRAIL YOUNG LEADERS[14]

- 2021-2022 : l'exposition CONVERSATIONS[11]
- Le webdocumentaire BOW'T TRAIL[27]
- La série documentaire BOW'T TRAIL[28]
- Le film «Sur les pas de Rhodnie»[29]

## Prix et distinctions
- 2015: Panéliste émérite - Séminaire « Les artistes et la mémoire de l’esclavage »[30] émis par la Commission canadienne de l'UNESCO
- 2015: Label de Label de la Route de l’esclave de L’UNESCO[30] émis par UNESCO
- 2016: Le projet BOW'T TRAIL[27] dans la programmation des Jeux olympiques de Rio de Janeiro[31] sur invitation de l'Organisation internationale de la francophonie
- 2016: Prix Lys de la Diversité du Québec émis par Médiamosaïques
- 2017: Bourse Nouveau Chapitre émis par le Conseil des arts de Montréal
- 2020: Prix Envol[32] des Prix de la danse de Montréal 2020[33] émis par le Conseil des arts de Montréal
- 2020: Grand Prix de la danse[32] des Prix de la danse de Montréal 2020[33] émis par Québecor et la Ville de Montréal
- 2020: Nommée dans le « 25 to watch » du Dance magazine[34], New York
- 2021: Nommée pour le Prix de carrière «The Award of Merit for achievement in the performing arts» de l'Association of Performing Arts Professionals[35]
- 2022: Lauréate du Mois de l'histoire des Noirs 2022[36]
- 2022: Danseuse de l'année au Gala Dynastie[37]
- 2022: Artiste associée[38] de la Place des Arts pour trois ans
- 2022: Sandra Faire Next Generation Award du Dance Collection Danse (DCD)[39]